# Wilfred Josephs
Wilfred Josephs (født 24. juli 1927 i Newcastle upon Tyne - død 17. november 1997 i London, England) var en engelsk komponist.
Josephs der oprindelig var tandlæge, af profession, slog over i at studere komposition på Guildhall School of Music, for herefter at leve på fuldtid af at være komponist. Han har skrevet 12 symfonier, orkesterværker, 22 koncerter, kammermusik, operaer, balletmusik, sange, overture etc. Josephs var det meste af sit liv freelance komponist, og fik mange af sine værker opført af engelske Symfoniorkestre gennem tiden. Hans symfonier og orkesterværker hører til hans væsentlige kompositioner.

## Udvalgte værker
- Symfoni nr. 1 (1955, Rev. 1974-1975) - for orkester
- Symfoni nr. 2 (1963-1964) - for orkester
- Symfoni nr. 3 "Philadelphia" (1967) - for orkester
- Symfoni nr. 4 (1967-1970)
- Symfoni nr. 5 "Pastorale" (1971) - for orkester
- Symfoni nr. 6(1972-1974) - for soloister, kor og orkester
- Symfoni nr. 7 "Vinter" (1976) - for kammerorkester*
- Symfoni nr. 8 "De Fire Elementer" (1975-1977) - for blæsere
- Symfoni nr. 9 "Symfoni Koncertante" (1979-1980) - for kammerorkester
- Symfoni nr. 10 "Døgnrytmer" (1985) - for orkester
- Symfoni nr. 11 "Fyrværkeri Symfoni" (1995) - for blæsere
- Symfoni nr. 12 "Symfoni Quixotica" (1995) - for violin, kontrabas og stort orkester